# 레피케루스속
레피케루스속(Lepicerus)은 식균아목에 속하는 딱정벌레 속의 일종이다. 레피케루스과 (Lepiceridae)의 현존하는 유일한 속으로 3종의 딱정벌레를 포함하고 있다.

## 하위 분류
- † Lepichelus
- † Haplochelus
- 레피케루스속 (Lepicerus)
  - L. bufo
  - L. inaequalis
  - L. pichilingue